# الغريب الصغير (فلم)
الغريب الصغير (بالإنجليزية: The Little Stranger) هو فيلم درامي عام 2018 من إخراج ليني أبراهامسون وكتبه لوسيندا كوكسون، استنادًا إلى رواية عام 2009 التي تحمل نفس الاسم من تأليف سارة ووترز. نجوم الفيلم دومهنال جليسون، روث ويلسون، ويل بولتر وشارلوت رامبلينج. تدور أحداث القصة في عام 1948، وتتبع طبيبًا يزور منزلًا قديمًا كانت والدته تعمل فيه، ليكتشف أنه قد يحتوي على سر غامض. تم إصدار الفيلم في المملكة المتحدة في 21 سبتمبر 2018 وفي الولايات المتحدة في 31 أغسطس 2018 ، وتلقى مراجعات إيجابية من النقاد.

## قصة الفيلم
في الأربعينيات من القرن الماضي في وارويكشاير، تم استدعاء الدكتور فاراداي لزيارة خادمة مريضة في قاعة المئات المتهدمة. اعترفت الخادمة بالتزوير وتأمل أن يرسلها الطبيب إلى منزلها. تعود ملكية القاعة الآن إلى رودريك أيريس، أحد قدامى المحاربين القدامى في سلاح الجو الملكي الذي أصيب بحروق شديدة في الحرب العالمية الثانية، وتقوم شقيقته كارولين برعايته. يتذكر الدكتور فاراداي أثناء طفولته في عام 1919 زيارته للمنزل، حيث كانت والدته الحبيبة تعمل خادمة لعائلة أيريس الكبرى. كسر بلوط من نحت متقن على الجبس، مما أثار غضب والدته، في ضوء الشابة سوزان، ابنة أيريس الأولى، والمعروفة باسم سوكي.
هناك ضوضاء متقطعة تحدث في المنزل تزعج كارولين والسيدة أيريس والخادمة. تدق أجراس الخدم دون أن يقرعها أحد. بدأ أيضًا جهاز اتصال أنبوبي من القرن التاسع عشر يربط الحضانة الفارغة بالمطبخ في الظهور بشكل غير مفهوم. عندما صعدت السيدة أيريس إلى الطابق العلوي للتحقيق، تم حبسها فجأة في الحضانة. تعاني السيدة أيريس من شخصيات غامضة وأصوات قرع غريبة، في محاولة محمومة للهروب، تكسر النوافذ، وتقطع ذراعيها. بعد أن أنقذها الآخرون في المنزل من الغرفة، أصبحت تعتقد أن شبح سوكي قريب دائمًا.
بعد ذلك بوقت قصير، تقتل السيدة أيريس نفسها بقطع معصمها بالزجاج من إطار صورة مكسور. يحضر رودريك الجنازة، وينصح كارولين بمغادرة المنزل خشية أن تكون التالية التي تموت. في ليلة الجنازة، يخطط فاراداي وكارولين المترددة للزواج في غضون ستة أسابيع. في وقت لاحق، يعتبر فاراداي أن الأحداث الغريبة في المنزل قد تكون ناجمة عن نشاط روح الأرواح الشريرة. يُقترح أن الظواهر الخارقة للطبيعة قد تكون نتاجًا للتحريك الذهني العشوائي غير المقصود، والذي قد يكون نشاطًا شبيهًا بعقيدة الروح الشريرة بسبب شخص حي (على عكس الشخص الميت).
في النهاية قطعت كارولين خطوبتها من دكتور فاراداي، وأصرت على أنها لن تكون سعيدًا بالزواج منه، وأعربت عن نيتها بيع قاعة المئات. تصر فاراداي على أنها مجرد منهكة ولا تفكر بوضوح.

## طاقم ممثلين
- دومينال غليسون في دور دكتور فاراداي
- روث ويلسون في دور كارولين أيريس
- ويل بولتر في دور رودريك ايريس
- ليف هيل بدور بيتي
- شارلوت رامبلينغ بدور السيدة ايريس
- هاري هادن باتون بدور الدكتور ديفيد جرانجر
- آنا ماديلي بدور آن جرانجر
- ريتشارد مكابي بدور دكتور سيلي

من الممثلين البارزين الآخرين الذين ظهروا في الفيلم في أدوار ثانوية سارة كرودين، إليزابيث كونسيل، كلايف فرانسيس، كيت فيليبس، أوليفر كريس، نيكولاس بارنز، تشارلي أنسون، جوش ديلان، لويد هاتشينسون، لورن ماكفادين، ماجي مكارثي، آن فيربانك وكاميلا أرفويدسون، مع الممثلين الأطفال أوليفر زيترستروم وتيبر سيفرت كليفلاند كما ظهر في الفيلم في دور الدكتور فاراداي الشاب وسوزان «سوكي» أيريس على التوالي.

## إنتاج
في سبتمبر 2015، أُعلن أن ليني أبراهامسون سيخرج مقتبسًا من رواية الدراما الخارقة للطبيعة لسارة ووترز الغريب الصغير، التي كتبها لوسيندا كوكسون، والتي سيلعب فيها دومينال جليسون الدور الرئيسي للدكتور فاراداي. في 5 مايو 2017، ورد أن روث ويلسون كان يلقي دور البطولة. في 23 مايو 2017، حصلت ميزات التركيز على حقوق التوزيع العالمية للفيلم، باستثناء أربعة أقاليم: فرنسا وسويسرا، حيث ستوزع باثي، وجمهورية أيرلندا والمملكة المتحدة حيث ستوزع شركة القرن العشرين فوكس لصالح باثي. كما تم تمثيل ويل بولتر وشارلوت رامبلينج في الفيلم الذي أنتجه إيغان وأندريا كالديروود وإد جيني. تم تطوير الفيلم بواسطة إنتاج الغلايات وفيلم ٤ للإنتاج وشركة جزء وشركة خدعة الظلام

## تشغيل مسرحي
صدر الفيلم في الولايات المتحدة في 31 أغسطس 2018 وفي المملكة المتحدة في 21 سبتمبر 2018.
في عطلة نهاية الأسبوع الافتتاحية في الولايات المتحدة، حقق الفيلم 417000 دولار من 474 دار عرض، بمتوسط 880 دولار لكل مكان. في عطلة نهاية الأسبوع الافتتاحية في المملكة المتحدة وأيرلندا، حققت 294.900 جنيه إسترليني من 296 موقعًا، بمتوسط أقل من 1000 جنيه إسترليني للسينما.

## استقبال
على موقع تجميع التعليقات على موقع طماطم فاسدة، حصل الفيلم على نسبة موافقة تبلغ 65 ٪ بناءً على 141 مراجعة، بمتوسط تقييم 6.5 / 10. يقرأ الإجماع النقدي للموقع، «اعتماد الريب الصغير على الغلاف الجوي قد يرضي الجماهير في حالة مزاجية لأجرة رعب متطورة - بينما يحبط أولئك الذين يبحثون عن المزيد من الإثارة العميقة.» 100، استنادًا إلى 36 منتقدًا، مما يشير إلى «المراجعات الإيجابية بشكل عام».

## روابط خارجية
- الموقع الرسمي
- مقالات تستعمل روابط فنية بلا صلة مع ويكي بيانات